# Talassa (astronomia)
Talassa (o Thalassa), o Nettuno IV, è il secondo satellite naturale di Nettuno in ordine di distanza crescente dal pianeta.

## Scoperta
È stato scoperto verso la metà di settembre 1989 grazie alle immagini inviate a Terra dalla sonda statunitense Voyager 2, che sorvolò il pianeta ed il suo sistema di satelliti prima di dirigersi verso lo spazio interstellare. L'annuncio della sua scoperta fu reso noto dall'Unione Astronomica Internazionale (IAU) il 29 settembre 1989 (IAUC 4867). Nell'annuncio si menziona che il satellite fu individuato su 25 lastre fotografiche riprese in oltre 11 giorni, implicando che la scoperta risaliva a qualche giorno prima del 18 settembre.
Al momento della scoperta ha ricevuto la designazione provvisoria S/1989 N 5.

## Denominazione
Il 16 settembre 1991, l'Unione Astronomica Internazionale (IAU) gli ha assegnato la denominazione ufficiale che fa riferimento a Talassa, la divinità primordiale del mare che secondo la mitologia greca era figlia di Emera ed Etere. Il termine Thalassa, in lingua greca, significa mare.

## Parametri orbitali
L'orbita di Talassa rasenta l'atmosfera di Nettuno ed è fortemente instabile in quanto è al di sotto del raggio dell'orbita sincrona; le forze mareali indotte dalla vicinanza al gigante gassoso ne stanno provocando un graduale decadimento a spirale, che porterà alla disintegrazione del satellite e alla formazione di un nuovo anello planetario nel caso venga superato il limite di Roche, o all'impatto di Talassa con Nettuno. In quest'ultimo caso i frammenti potrebbero interagire con l'orbita di Despina.
Talassa è attualmente in risonanza orbitale 69:73 con il satellite più interno, Naiade. L'orbita di Naiade, che è più inclinata, passa due volte sopra a Talassa e due volte al di sotto, in un ciclo che si ripete circa ogni 21,5 giorni terrestri. I du satelliti si trovano a una distanza di 3540 km quando si incrociano. Anche se i loro raggi orbitali differiscono di soli 1850 km, Naiade oscilla di 2800 km aldi sopra o al di sotto dell'orbita di Talassa nel punto più ravvicinato. Questa risonanza, come altre simili, stabilizza le orbite massimizzando la separazione alla congiunzione. Tuttavia il ruolo dei 5° gradi di inclinazione di Naiade in questa situazione di minima eccentricità è piuttosto inusuale.

## Nettuno visto da Talassa
Talassa rivolge sempre la stessa faccia a Nettuno, per cui da quella stessa faccia il pianeta rimane sempre visibile, raggiungendo una dimensione pari a più di 100 volte la Luna piena vista dalla Terra. Dalla stessa parte è periodicamente possibile osservare Naiade attraversare il disco del pianeta, mentre dall'altra faccia le lune più esterne.

## Caratteristiche fisiche
Si tratta di un piccolo satellite di forma irregolare, dal diametro di circa 80 km, privo di attività geologica. Si è probabilmente formato dall'accrezione di frammenti di un satellite originario di Nettuno, che era stato frammentato dalle perturbazioni gravitazionali di Tritone subito dopo che il satellite era stato catturato in un'orbita iniziale molto eccentrica.
Ha la forma approssimativamente di un disco, il che è abbastanza inusuale per un satellite irregolare.